# Zbory Boże Kolumbii
Zbory Boże Kolumbii (hiszp. Asambleas de Dios Colombia) – chrześcijański kościół zielonoświątkowy działający w Kolumbii, wchodzący w skład Światowej Wspólnoty Zborów Bożych. Zbory Boże rozpoczęły działalność w Kolumbii w 1932 roku i w 2019 roku liczą 356,4 tys. wiernych zrzeszonych w ponad 1200 zborach.
W 1958 roku zostały założone pierwsze cztery kościoły w miastach Sogamoso, Cali i Bogocie. 17 czerwca 1958 r. odbyła się pierwsza rada Zborów Bożych w Kolumbii z udziałem 18 osób, w tym misjonarzy, pastorów, pracowników i innych osób. Podczas lat 60., Zbory Boże opracowały plan ewangelizacji w oparciu o masowe kampanie i został stworzony pierwszy program radiowy.